# F.A.M.E. Awards
 (octobre 2021).

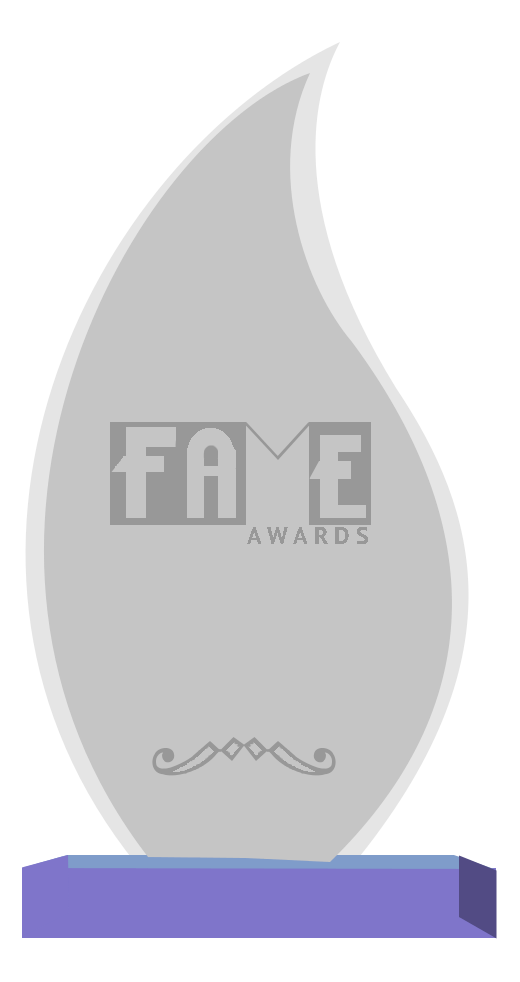
Représentation du trophée.

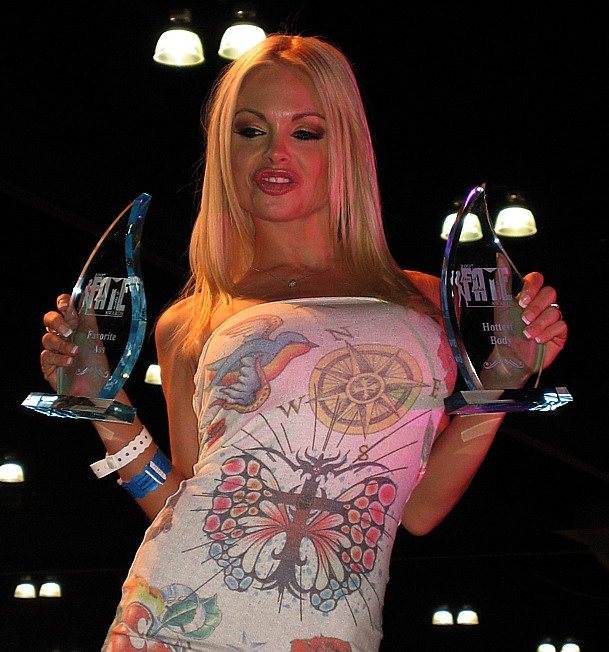
Jesse Jane portant deux F.A.M.E. awards en 2007.

Les F.A.M.E. Awards (Fans of Adult Media and Entertainment Awards) sont un prix créé en 2006 aux États-Unis par le magazine pour adultes Genesis, le studio d'Adam & Eve, WantedList.com et AVN.com.
Ils demandent aux Fans d'élire leurs actrices pornographiques et leurs films préférés. En 2007, les F.A.M.E. Awards ont reçu 100 000 votes. Les prix ont été distribués au Erotica LA show.
Paris Hilton a notamment reçu un prix pour son film 1 Night in Paris.

## Liste des récompenses
|                                | 2006                                | 2007                 | 2008             | 2009                                                 | 2010                                 |
| Favorite Female Starlet        | Jenna Jameson                       | Tera Patrick         | Tera Patrick     | Tera Patrick                                         | Tori Black                           |
| Favorite Male Star             | Ron Jeremy                          | Randy Spears         | Evan Stone       |                                                      | Evan Stone                           |
| Favorite Oral Starlet          | Carmen Luvana                       | Jenna Haze           | Penny Flame      | Jenna Haze                                           | Sasha Grey                           |
| Favorite Anal Starlet          | Taylor Rain                         | Courtney Cummz       | Jenna Haze       | Belladonna                                           | Jenna Haze                           |
| Favorite Breasts               | Stormy Daniels                      | Stormy Daniels       | Ashlynn Brooke   | Stormy Daniels                                       | Sunny Leone                          |
| Favorite Ass                   | Jenna Haze                          | Teagan Presley       | Gina Lynn        | Teagan Presley                                       | Alexis Texas                         |
| Hottest Body                   | Jenna Jameson                       | Jesse Jane           | Jesse Jane       | Jesse Jane                                           | Teagan Presley                       |
| Favorite Female Rookie         | Alektra Blue et Brandy Talore (tie) | Amy Reid             | Bree Olson       | Tori Black                                           | Lupe Fuentes                         |
| Favorite Feature Movie         | Pirates (2005 film)                 | Island Fever 4       | Babysitters      | Pirates II: Stagnetti's Revenge (Digital Playground) | 2040 (Wicked Pictures)               |
| Favorite Gonzo Movie           | Belladonna: No Warning              | Jenna Haze Dark Side | InTERActive      | Lex the Impaler 3 (Jules Jordan Video)               | Tori Black is Filthy (Elegant Angel) |
| Favorite Celebrity Sex Tape    |                                     |                      | 1 Night in Paris |                                                      |                                      |
| Favorite Director              | Jules Jordan                        | Jules Jordan         | Stormy Daniels   | Belladonna                                           | Jules Jordan                         |
| Dirtiest Girl in Porn          | Taryn Thomas                        | Belladonna           | Hillary Scott    | Jenna Haze                                           | Jenna Haze                           |
| Favorite Studio                |                                     | Vivid Entertainment  | Evil Angel       | Brazzers                                             | Vivid Entertainment                  |
| Favorite Performer of All Time |                                     | Jenna Jameson        |                  |                                                      |                                      |
| Favorite Underrated Star       |                                     |                      | Brooke Haven     | Daisy Marie                                          | Lexi Belle                           |